# غريس فيكتوريا كوكس
غريس فيكتوريا كوكس (بالإنجليزية: Grace Victoria Cox)‏ مواليد 10 مارس 1995 في كنتاكي، الولايات المتحدة، هي ممثلة أمريكية بدأت مسيرتها الفنية عام 2014. اشتهرت للأداءها دور ميلاني كروس في مسلسل تحت القبّة على قناة CBS.

## الأعمال
- 2014: تحت القبة

## وصلات خارجية
- غريس فيكتوريا كوكس على موقع IMDb (الإنجليزية)
- غريس فيكتوريا كوكس على موقع ألو سيني (الفرنسية)
- غريس فيكتوريا كوكس على موقع أول موفي (الإنجليزية)
- غريس فيكتوريا كوكس على موقع قاعدة بيانات الفيلم (الإنجليزية)
- غريس فيكتوريا كوكس على موقع كينوبويسك (الروسية)